# 堤洛
堤洛（Tyro）是希臘神話中的一個人物。她是厄利斯國王薩爾摩紐斯的女兒，其祖先可追溯到杜卡利翁，普羅米修斯之子。
堤洛與自己的其中一個叔父，伊奧爾科斯國王克瑞透斯結婚，生下了三個兒子：菲勒斯、阿米薩翁與埃宋。後來堤洛愛上了河神埃尼庇俄斯，波賽頓藉由假扮成埃尼庇俄斯引誘堤洛，讓她生下珀利阿斯與涅琉斯，兩者日後將成為阿爾戈英雄。